# Соната для виолончели и фортепиано № 2 (Регер)
Соната для виолончели и фортепиано № 2 соль минор Op. 28 — произведение Макса Регера, написанное в 1898 году. Посвящена Хуго Беккеру.

## Состав
1. Agitato
2. Prestissimo assai
3. Intermezzo: Poco sostenuto (Quasi adagio)
4. Allegretto con grazia (Quasi allegro)

Примерная продолжительность звучания 20 минут.

## История создания и исполнения
Регер написал сонату в Вайдене, отдыхая в родительском доме от завершившегося летом 1898 года трудного периода в своей жизни. Работа над произведением была завершена 2 ноября. Ноты были опубликованы в начале следующего года в Мюнхене.
Хуго Беккер, которому Регер посвятил сонату, нашёл сочинение сложным и непонятным. Она впервые прозвучала в Везеле 29 апреля 1901 г. в исполнении Фридриха Грюцмахера-младшего и Карла Штраубе. 3 декабря 1906 г. соната прозвучала во время визита Регера в Санкт-Петербург в исполнении Александра Вержбиловича. Далее сонату включил в свой репертуар Генрих Крузе, исполнявший её, в частности, в 1909 г. в Берлине вместе с автором.

## Характеристика музыки
Хотя следы влияния Иоганнеса Брамса и отмечаются специалистами в этом произведении, определённые формальные сложности сонаты заставили самого композитора несколько раз повторить в своих письмах коллегам, что это произведение требует тщательного предварительного изучения перед исполнением.